# Queen (àlbum)
Queen és l'àlbum debut de la banda de rock britànica Queen, publicat al juliol de 1973. Va ser gravat als Trident Studios i De Lane Lea Music Centre, Londres, amb la producció de Roy Thomas Baker, John Anthony i els mateixos Queen.
L'àlbum va ser influït pel rock de la costa anglesa, hard rock, i heavy metal d'aquells temps i parla de temes com el folklore (My Fairy King) o la religió (Jesus). El vocalista Freddie Mercury va compondre cinc de les deu cançons del disc. El guitarrista Brian May va contribuir amb quatre cançons incloent Doing All Right, la qual va ser co-escrita amb el líder del seva exbanda Smile, Tim Staffell. El bateria Roger Taylor va compondre i va cantar Modern Times Rock and Roll. L'última cançó de l'àlbum és una curta versió instrumental de Seven Seas of Rhye (la versió completa, incloent-hi lletres, va aparèixer en el següent àlbum de la banda, Queen II). El grup va incloure el comentari "Sense sintetitzadors" a la caràtula de l'àlbum, ja que en aquella època opinaven que aquests no sonaven prou bé. El nom del baixista John Deacon apareix en la caràtula del vinil original com a "Deacon John", ja que Mercury i Taylor van considerar que d'aquesta forma sonaria més interessant. Poc després del llançament, Deacon va decidir que preferia usar el seu nom real des d'aleshores.

## Història
El grup havia estat tocant a clubs i col·legis al voltant de Londres durant gairebé dos anys quan la banda va tenir l'oportunitat de provar els nous equips d'enregistrament dels estudis De Lane Lea Studios. Aprofitant l'oportunitat, van gravar una cinta demo amb cinc cançons: Keep Yourself Alive, The Night Comes Down, Great King Rat, Jesus i Liar. Tot i la qualitat de la cinta demo, la banda va rebre només una oferta d'una companyia d'enregistrament (una petita proposta de Chrysalis Records), la qual van usar per a després buscar altres companyies.
Finalment van conèixer el 1972 a Norman i Barry Sheffield, representants de Trident Studios; no obstant això, a Queen se'ls va permetre gravar solament durant les hores lliures de l'estudi, després que els artistes que pagaven per usar-lo es retiraven, la qual cosa generalment ocorria entre les 3am i 7am. Un dia, mentre esperaven per a usar l'estudi, Freddie Mercury va ser consultat pel productor Robin Cable per a gravar veus, ja que aquest es trobava treballant en una versió d'I Ca Hear Music i Goin' Back. Mercury va suggerir a Brian May i Roger Taylor para gravar les cançons tocant els seus respectius instruments. Aquests enregistraments van ser publicades en un senzill sota el nom de Larry Lurex.
Els arranjaments dels enregistraments durant les hores lliures de l'estudi daten de juny a novembre de 1972. Les limitacions imposades a la banda els permetien enfocar-se per a completar una cançó alhora, però els problemes van aparèixer gairebé immediatament. Els músics tenien altes esperances en les seves pistes demo fetes en els estudis De Lane Lea, però el productor Roy Thomas Baker els va demanar regravar les cançons amb millor equipament. Keep Yourself Alive, cançó escrita per Brian May, va anar la primera cançó a ser regrabada, però a Queen no li va agradar el resultat. La va regrabar novament, però durant les sessions de barreja, cap d'elles va arribar els seus estàndards fins a l'aparició de l'enginyer Mike Stone. Després de set o vuit intents fallits, Stone es va trobar per primera vegada amb l'aprovació de la banda. Stone es quedaria com enginyer i alhora co-produiria els següents cinc àlbums de Queen. El primer enregistrament rebutjat de Keep Yourself Alive va ser posteriorment publicat per Hollywood Records als Estats Units, amb el títol de Keep Yourself Alive (Long Lost Re-take), amb l'aprovació de Brian May. Una altra cançó que va presentar problemes va ser Mad The Swine, la qual va ser gravada per a l'àlbum però va ser rebutjada pel productor Baker i Queen per no estar satisfets amb la qualitat de la percussió. Amb l'assumpte encara sense resoldre, la cançó va ser eliminada de l'àlbum. Va reaparèixer el 1991 com el costat B del senzill Headlong a Anglaterra, i en el re-llançament de l'àlbum per Hollywood Records. La versió de The Night Comes Down que apareix en el disc és, en efecte, l'enregistrament demo en De Lane Lea Studios, ja que la seva qualitat aparentment va ser superior als estàndards de la resta dels enregistraments de l'àlbum.
Altres enregistraments d'aquest període, tals com Silver Salmon i Polar Bear (dues cançons de Smile), Rock And Roll Medley (un nom bastant comú de l'època), i la desconeguda Hangman (l'existència oficial de la qual va anar llargament denegada, més enllà d'enregistraments en concerts), han aparegut en forma d'acetats, avui de propietat legítima de col·leccionistes privats.
Encara que l'àlbum va ser acabat i barrejat totalment al novembre de 1972, Trident va passar mesos tractant de trobar una companyia de discos per a publicar-lo. Després de vuit mesos d'intents fallits, simplement van decidir llançar-lo per si mateixos el 1973. Durant aquest temps, Queen havia començat a escriure material pel seu següent àlbum, però estaven desanimats pel retard del seu primer àlbum. Durant l'intermedi van gravar dues sessions per a la BBC. El primer senzill, Keep Yourself Alive (la barreja de Mike Stone, ara considerada com la versió estàndard del disc) va ser publicada una setmana abans que l'àlbum (a Gran Bretanya, els dies 6 i 13 de juliol, respectivament). La durada de la pista va ser editada de 3:47 a 3:30 per al llançament en Estats Units. El senzill en aquest país va ser publicat a l'octubre. Tots els països tenen la cançó Són & Daughter al costat B del senzill. Als Estats Units l'àlbum va ser llançat el dia 4 de setembre de 1973.
Elektra Records va llançar un senzill de Liar en una versió més pesada (sense el coneixement de la banda) el 14 de febrer de 1974, amb Doing All Right al costat B. Elektra després va rellançar la versió editada de Keep Yourself Alive al juliol de 1975, aquesta vegada amb un rar costat B doble (rar per a un senzill de 7") de Lily Of The Valley i God Save the Queen. Ambdues versions són únicament comparables a les versions dels seus respectius àlbums.
Hollywood Records va llançar un senzill en CD presentant cinc versions de Keep Yourself Alive para promocionar l'esdevenidora col·lecció Crown Jewels de 1998. Les versions en el CD són: Long Lost Re-take', BBC Session #1 Version, Live Killers Version, Album Version (Unremastered) i Album Version (1998 Remastered Version).

## Llista de cançons
- Cara A:

1. "Keep Yourself Alive" (May) 3:46
2. "Doing All Right" (May / Staffell) 4:09
3. "Great King Rat" (Mercury) 5:41
4. "My Fairy King" (Mercury) 4:08

- Cara B:

1. "Liar" (Mercury) 6:26
2. "The Night Comes Down" (May) 4:23
3. "Modern Times Rock 'n' Roll" (Taylor) 1:48
4. "Son and Daughter" (May) 3:21
5. "Jesus" (Mercury) 3:44
6. "Seven Seas of Rhye" (instrumental, la versió original va ser llançada en single i al següent àlbum, Queen II) (Mercury) 1:15

La llista anterior correspon al llançament original de l'àlbum en vinil. Quan es va publicar en cassette es va modificar l'ordre de les cançons. La cara A incloïa les cançons Keep Yourself Alive, Doing All Right, Liar, Jesus i Seven Seas of Rhye. El costat B incloïa les cançons Great King Rat, My Fairy King, The Night Comes Down, Modern Times Rock 'N' Roll i Son & Daughter. En el posterior llançament en CD va mentenir el mateix ordre del vinil.
- 1991 Hollywood Records CD bonus tracks.

1. "Mad The Swine" (Mercury) - 3:38
2. "Keep Yourself Alive" (Represa perduda durant molt temps) (May) 4:04
3. "Liar" (1991 Bonus Remix by John Luongo and Gary Hellman) (Mercury) – 6:26

La llista de cançons va ser diferent a les primeres etapes de mescla i compilació de l'àlbum. El més notable diu relació amb Mad the Swine precedida de Great King Rat, comencant per sobre del solo de bateria final; la gravació original de Keep Yourself Alive (la versió Long Lost Re-take) va quedar eliminada de l'àlbum; i la versió no utilitzada de The Night Comes Down co-produïda amb Roy Thomas Baker va ser inclosa.

## Queen sobre l'àlbum
- «Realment havíem madurat com banda i teníem el nostre públic abans que la premsa es fixés en nosaltres. Crec que això de debò ens va donar un millor començament perquè estàvem millor preparats». Brian May[10]
- «L'àlbum va prendre anys i anys (dos en total) en la preparació, producció, enregistrament i després tractant d'aconseguir que fos llançat». Brian May[10]
- «Hi havia moltes coses en el primer àlbum que no m'agradaven, per exemple el so de la bateria. Hi ha parts que poden sonar enginyoses però és molt variat i té molta energia». Roger Taylor[11]

## Membres
- Freddie Mercury - Vocalista, piano, orgue elèctric, pandereta.
- Brian May - Guitarra acústica, guitarra elèctrica, vocalista de fos, piano a "Doing All Right".
- John Deacon - baix.
- Roger Taylor - Bateria, vocalista de fons a "Modern Times Rock 'n' Roll"
- John Anthony - Productor, vocalista de fons a "Modern Times Rock 'n' Roll"
- Roy Thomas Baker - Productor, enginyer de so
- Mike Stone - Enginyer de so
- Ted Sharpe - Enginyer de so
- Dave Hentschel - Enginyer de so
- Louie Austin - Enginyer de son ("The Night Comes Down")
- Douglas Puddifoot - Fotògraf

## Posicions
| País            | Posició             | Posició  | Posició      | Ventes  |
|                 | Millor lloc llistes | Setmanes | Certificació |         |
| --------------- | ------------------- | -------- | ------------ | ------- |
| UK Album Charts | 24                  | 18       | Or           | 350,000 |
| US Billboard    | 83                  | 9        | Or           | 800,000 |